# Vagn Holmboe
Vagn Gylding Holmboe, (Horsens, Jutlandia, 20 de diciembre de 1909 - Ramløse, 1 de septiembre de 1996) fue un compositor y profesor danés de música clásica que escribió un gran número de composiciones en estilo neoclásico.

## Vida
Inició sus estudios musicales a la edad de 17 años en la Real Academia Danesa de Música de Copenhague, recomendado por Carl Nielsen, donde estudió teoría musical con Knud Jeppesen y composición con Finn Høffding. Una vez finalizados sus estudios en 1929, se trasladó a Berlín, a fin de perfeccionar sus conocimientos con Ernst Toch.
En 1934 contrajo matrimonio con la pianista rumana Meta Graf. De regreso a su Dinamarca natal, Holmboe impartió clases en el Conservatorio de Copenhague.
Entre sus alumnos se encuentran los también compositores Per Nørgård, Ib Nørholm, Bent Lorentzen, Arne Nordheim, Egil Hovland y Alan Stout.

## Composiciones
Holmboe compuso alrededor de dos centenas de obras, incluyendo trece sinfonías, tres sinfonías de cámara, cuatro sinfonías para instrumentos de cuerda, una veintena de cuartetos de cuerda, numerosos conciertos, una opera, así como una serie de preludios para orquesta de cámara y abundante música coral, además de algunas obras de juventud que nunca recibieron número de opus. Su obra póstuma, el vigésimo primer cuarteto de cuerda, Quartetto sereno, fue finalizado por su alumno Per Nørgård.
Holmboe es considerado el sinfonista danés más importante después de Carl Nielsen. Su música es tonal, caracterizada, en la mayor parte de sus composiciones entre los años 1950 y 1970, por una metamorfosis musical de fragmentos musicales o temáticos. Su obra temprana muestra la influencia de compositores de la Europa del Este, como Béla Bartók, Igor Stravinsky y Dmitri Shostakovich. 
- Datos: Q918832
- Multimedia: Vagn Holmboe / Q918832